# Schlag bei Thalberg
Schlag bei Thalberg – dawna gmina położona w zachodniej Austrii, w Styrii, w powiecie Hartberg. 1 stycznia 2015 została rozwiązana, a teren jej włączono do gminy Dechantskirchen oraz Rohrbach an der Lafnitz.